# 1966 en science
| Années de la science : 1963 - 1964 - 1965 - 1966 - 1967 - 1968 - 1969    |
| Décennies de la science : 1930 - 1940 - 1950 - 1960 - 1970 - 1980 - 1990 |

Cet article présente les faits marquants de l'année 1966 en science.

## Évènements
- Janvier Joseph Weizenbaum présente le programme ELIZA, un agent conversationnel qui simule une conversation avec un psychothérapeute rogerien[1].
- 31 mars : lancement du système d'exploitation OS/360 développé par IBM pour la série d'ordinateurs IBM 360[2].
- 31 août[réf. nécessaire] : en descendant à 1 171 m dans le gouffre de la Pierre-Saint-Martin, une équipe de spéléologues de l'Association pour la recherche spéléologique internationale (ARSIP) bat le record du monde de profondeur souterraine[3].
- 15 septembre : la Grande-Bretagne lance son premier sous-marin nucléaire (3 500 tonnes), le HMS Resolution (S22), à Barrow-in-Furness[4].
- Décembre : lancement du programme ARPANET, ancêtre d’Internet, sous l’impulsion du psychologue Joseph Licklider[5].

### Sciences physiques
- 25 avril et août : publications du calcul de la limite de Greisen-Zatsepin-Kuzmin[6],[7].

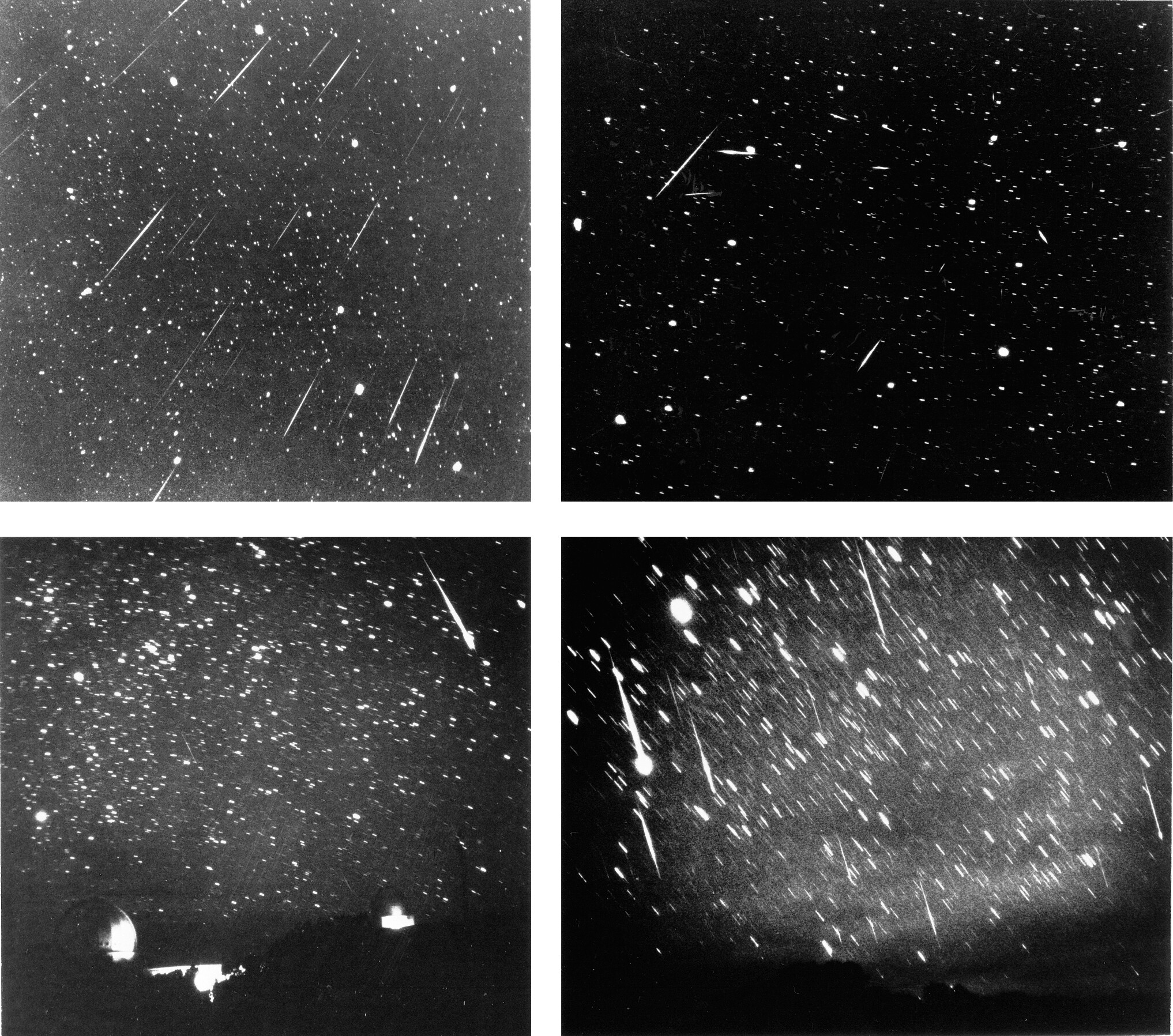
Quatre vues de la pluie de météores des Léonides prises en Arizona.

- 17 novembre : l'essaim météoritique des Léonides provoque une pluie de 2 300 météores à la minute pendant 20 minutes en Arizona[8].

- 15 décembre : Audouin Dollfus découvre Janus, satellite de Saturne[9].

#### Astronautique
- 3 février : premier atterrissage sur la Lune en douceur réussi par la sonde soviétique Luna 9. Elle transmet les premières images du sol lunaire[10].
- 26 février : début du programme Apollo (AS-201). Lancement réussi d’une capsule Apollo à l’aide d’une fusée Saturne[11].

- 16 mars : premier amarrage dans l’espace, entre la cabine Gemini 8 (Neil Armstrong et David Scott) et une fusée Agena[12].

- 8 avril : lancement du premier observatoire astronomique orbital (OAO)[13].

- 18 mai : le satellite soviétique Molnya 1 transmet la première image télévisée de la surface de la Terre[14].

- 2 juin : la sonde américaine Surveyor 1, lancée le 30 mai, se pose sur la Lune en douceur et transmet des photos du sol lunaire[10].

- 10 août : lancement du premier satellite artificiel américain de la Lune, Lunar Orbiter 1[15].

- 11 - 15 novembre : le programme spatial Gemini prend fin avec le lancement de Gemini 12, au cours de laquelle James Lovell et Edwin Aldrin réussissent un dernier amarrage avec une Agena[16].

### Sciences de la vie
- 21 avril : transplantation d’un cœur artificiel à Houston par le chirurgien Michael E. DeBakey[17]. Le patient survit 5 jours.

- 21 juin : Allen et Béatrice Gardner de l'Université du Nevada commencent à enseigner à un chimpanzé nommé Washoe la langue des signes américaine[18].

- le groupe de chercheurs conduit par les biochimistes Marshall Warren Nirenberg et Heinrich Matthaei a complètement résolu le code génétique par des expériences de la méthode des essais et des erreurs menées depuis 1961[19].
- Les immunologistes japonais Teruko et Kimishige Ishizaka découvre un nouveau type d'immunoglobuline, IgE, qui développe de l'allergie et qui explique le mécanisme de l'allergie au niveau moléculaire et cellulaire[20].

## Publications
- Jean Bernard et Jacques Ruffié : Hematologie géographique, Masson.
- Émile Benveniste : Problème de linguistique générale (avril).
- Jacques Lacan : Écrits (novembre).
- Jacques Ruffié : Hémotypologie et évolution du groupe humain, Hermann.

## Prix
- Prix Nobel :

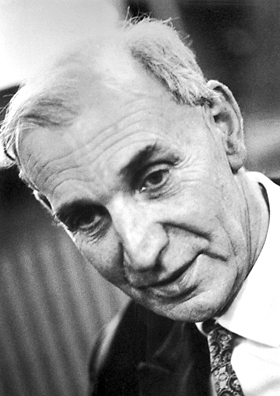
Alfred Kastler

  - 13 octobre : Physiologie ou médecine : Francis Peyton Rous (Américain), Charles Brenton Huggins (Canadien) pour leurs travaux sur le cancer.
  - 3 novembre :
    - Physique : Alfred Kastler pour ses travaux sur le pompage optique permettant la mise au point des lasers.
    - Chimie : Robert Sanderson Mulliken (américain) pour sa théorie des orbitales moléculaires.

- Prix Lasker
  - Prix Albert-Lasker pour la recherche médicale fondamentale : George Palade
  - Prix Albert-Lasker pour la recherche médicale clinique : Sidney Farber

- Médailles de la Royal Society
  - Médaille Copley : William Lawrence Bragg
  - Médaille Darwin : Harold Munro Fox
  - Médaille Davy : Ewart Jones
  - Médaille Hughes : Nicholas Kemmer
  - Médaille Leverhulme : Alec Arnold Constantine Issigonis
  - Médaille royale : Christopher Sydney Cockerell, Frank Yates, John Ashworth Ratcliffe
  - Médaille Rumford : William Penney

- Médailles de la Geological Society of London
  - Médaille Lyell : Sergei Ivanovich Tomkeieff
  - Médaille Murchison : Kingsley Charles Dunham
  - Médaille Wollaston : Francis Parker Shepard

- Prix Jules-Janssen (astronomie) : Marcel Minnaert
- Prix Turing : Alan J. Perlis
- Médaille Bruce (Astronomie) : Dirk Brouwer
- Médaille Fields : Michael Atiyah (britannique), Paul Cohen (américain), Alexandre Grothendieck (français), Stephen Smale (américain)
- Médaille Linnéenne : George Stuart Carter et Sir Harry Godwin
- Médaille d'or du CNRS : Paul Pascal

## Naissances

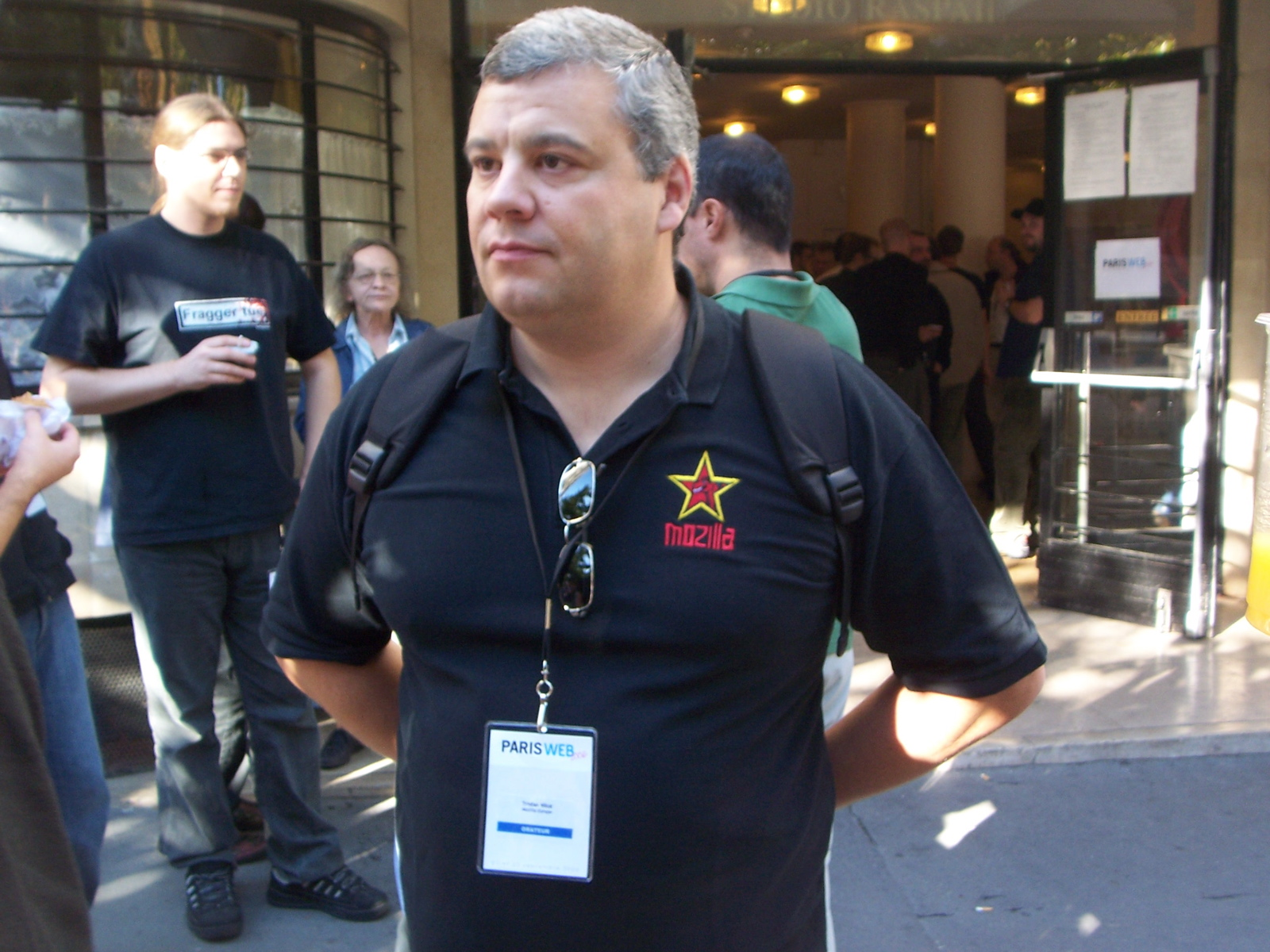
Tristan Nitot

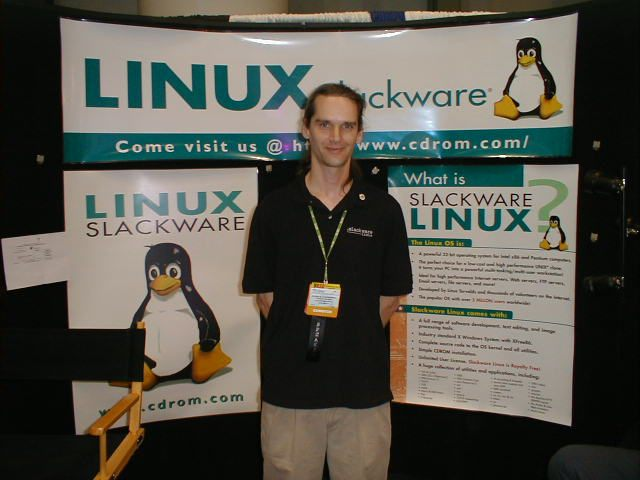
Patrick Volkerding

- 16 février : Niklas Zennström, homme d'affaires suédois, cofondateur de Skype Technologies.
- 23 février : Didier Queloz, astronome suisse.

- 14 avril : László Erdős, physicien mathématicien hongrois.
- 19 avril : Brett James Gladman, astronome canadien.
- 20 avril : David Filo, informaticien américain.

- 2 mai : Alessandro Morbidelli, astronome et planétologue italien.
- 3 mai : Ngawang Chophel, ethnomusicologue tibétain.
- 6 mai : Aleksandr Skvortsov, cosmonaute soviétique.
- 6 juin : Florence Piron (morte en 2021), anthropologue et éthicienne franco-canadienne.
- 10 juin : Benjamin Werner, chercheur français en informatique.

- 1er juillet : Matt Dillon, informaticien américain.
- 8 juillet :
  - Ralf Altmeyer, virologue allemand.
  - Pierre Tallet, égyptologue français.
- 25 juillet : Peter Boghossian, logicien et philosophe américain.
- 25 août : Noam Elkies, mathématicien israélo-américain et grand maître international de résolution de problèmes d'échecs.
- Août : Fatima Denton, climatologue britannico-gambienne.
- Août : Wang Xiaoyun, cryptologue et mathématicienne chinoise.

- 27 septembre : Stephanie Wilson, astronaute américaine.

- 10 octobre : Zhai Zhigang, pilote de chasse et taïkonaute chinois.
- 19 octobre : Tristan Nitot, informaticien français.
- 20 octobre : Patrick Volkerding, informaticien américain.
- 21 octobre : Douglas G. Hurley, astronaute américain.
- 24 octobre : Jing Haipeng, pilote de chasse et taïkonaute chinois.
- 29 octobre : Liu Boming, pilote de chasse et taïkonaute chinois.
- 10 novembre : Mark T. Vande Hei, astronaute américain.

- 17 décembre : Miloš Tichý, astronome tchèque.
- 20 décembre : Gilles Dowek, informaticien et logicien, philosophe français.

- Neil Clark, paléontologue écossais.
- Caterina Magni, archéologue et anthropologue française.

## Décès

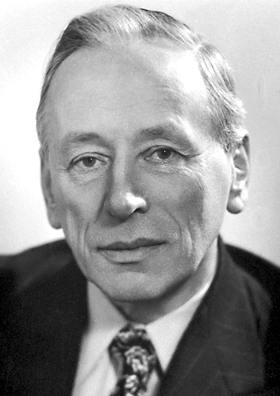
Frederik Zernike

- 14 janvier : Sergueï Korolev (né en 1907), ingénieur soviétique.
- 31 janvier : Dirk Brouwer (né en 1902), astronome américain d'origine néerlandaise.

- 18 février : Grigori Nelioubov (né en 1934), cosmonaute soviétique.
- 28 février :
  - Charlie Bassett (né en 1931), aspirant-astronaute américain.
  - Elliot See (né en 1927), aspirant-astronaute américain.

- 1er mars : Fritz Houtermans (né en 1903), physicien germano-austro-néerlandais.
- 10 mars : Frederik Zernike (né en 1888), physicien néerlandais, prix Nobel de physique en 1953.
- 16 mars : Joel Stebbins (né en 1878), astronome américain.

- 9 avril : Pierre Daure (né en 1892), physicien français.
- 12 avril : Ievgueni Maleïev (né en 1915), paléontologue russe.

- 22 mai : Simon Vatriquant (né en 1892), compositeur belge de casse-tête numériques et logiques.
- 8 juin : Joseph Albert Walker (né en 1921), pilote d'essai américain.
- 18 juin : Pierre Montet (né en 1885), égyptologue français.
- 20 juin : Georges Lemaître (né en 1894), chanoine catholique et astronome belge.

- 4 juillet : Louis Couffignal (né en 1902), mathématicien et cybernéticien français.
- 5 juillet : George de Hevesy (né en 1885), chimiste hongrois, prix Nobel de chimie en 1943.
- 29 juillet : André Glory (né en 1906), archéologue, spéléologue et préhistorien français.

- 1er août : Robert H. Boyer (né en 1932), mathématicien et physicien américain.
- 10 août : Felix Andries Vening Meinesz (né en 1887), géophysicien et géodesiste néerlandais.
- 11 septembre : Eva Justin (née en 1909), anthropologue allemande.
- 23 octobre : Rafael Larco Hoyle (né en 1901), archéologue péruvien.

- 2 novembre : Peter Debye (né en 1884), physicien et chimiste néerlandais, prix Nobel de chimie en 1936.
- 6 novembre : Henry Hurd Swinnerton (né en 1875), géologue et paléontologue britannique.
- 14 novembre : Carl Herman Kraeling (né en 1897), théologien, historien et archéologue américain.
- 25 novembre : Richard Oswald Karl Kräusel (né en 1890), botaniste allemand.
- 29 novembre : Dragoslav Srejović (né en 1931), archéologue et historien serbe.